# Barotac Viejo
Barotac Viejo est une municipalité de la province d'Iloilo, aux Philippines.